# Nyika-Plateau
Das Nyika-Plateau ist ein Hochland im Nordwesten von Malawi an der Grenze zu Sambia. Es trennt dabei zwei Gräben des Rift-Valley-Systems, das Luangwa-Tal im Westen und den Malawisee im Osten. Je nach Definition der Grenzen umfasst das Nyika zwischen 1800 und 3300 km², davon 70 km² auf sambischen Gebiet. Etwa die Hälfte der Fläche befindet sich in einer durchschnittlichen Höhe zwischen 2100 und 2500 Metern über dem Meeresspiegel und liegt damit in der afromontanen Zone.

## Geographie
Das Nyika ist kaum erschlossen und seit vielen Jahrtausenden weitgehend unbesiedelt. Eine landwirtschaftliche oder forstliche Nutzung findet nur an den Grenzbereichen des Plateaus, an den feuchten Osthängen sowie in begrenztem Umfang in der Forstplantage von Chelinda statt. Trotz der forstlichen Nutzung bei Chelinda (⊙) im Herzen des Plateaus galt das Nyika-Plateau bis zur Mitte des 20. Jahrhunderts als weißer Fleck auf der Landkarte Malawis. Erst 1949 wurden im Auftrag der britischen Regierung große Teile durch eine Expedition unter der Leitung von Laurens van der Post erkundet und kartographiert.

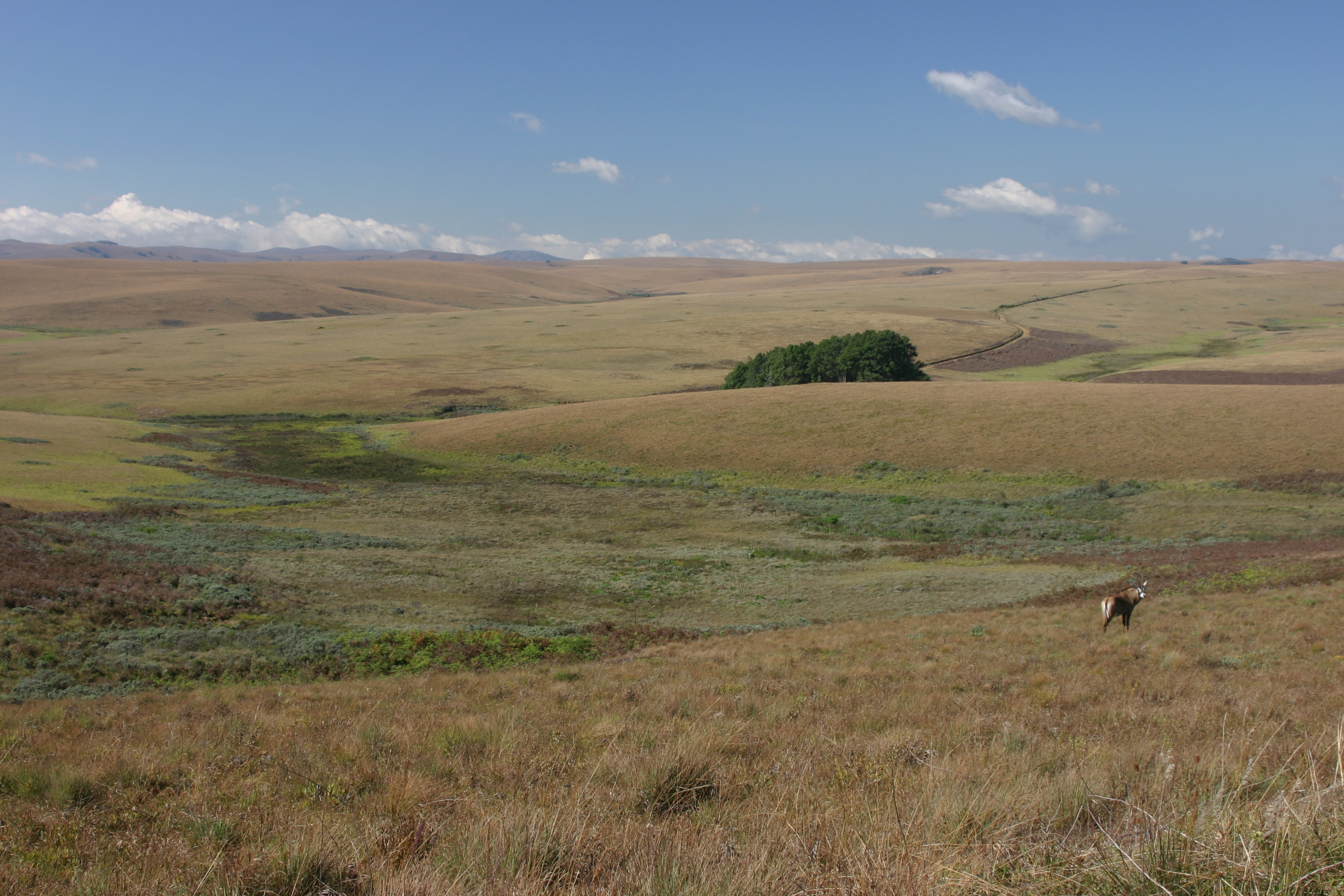
Typisches Dambo im Zentralbereich des Nyika-Plateaus

Während in den tieferen Bereichen Miombowälder  vorherrschen, besteht  die Zentralfläche des Plateaus aus einem hügeligen Grasland mit feuchten Tälchen und staunassen Senken, sogenannten Dambos, in das kleinere Bereiche mit submontanem oder afromontanem immergrünen Wald eingestreut sind. Prägend für dieses Landschaftsbild sind einerseits die regelmäßig auftretenden Buschfeuer sowie andererseits die starken Niederschläge und die dadurch häufig vorkommenden Erdrutschungen an den Hügelflanken. Während das Feuer in den trockeneren Bereichen die Verbuschung verhindert, bieten die feuchten Dambos und die tiefgründigeren Rutschungsbereiche hinreichend Schutz vor den Busch- und Grasfeuern und begünstigen so in kleinräumigen Bereichen das Wachstum höherer Bäume und die Ausbildung von immergrünen Bergwäldern. Gelegentlich wird das Mosaik aus Grasland und Wäldern von größeren Granitbergen oder Quarzitblöcken unterbrochen. Steilere Abbrüche treten allerdings nur an den Abbruchkanten im Norden und Osten auf. Die höchsten Erhebungen des Plateaus sind der Nganda mit 2607 m (⊙) im Norden des Plateaus sowie der Kasaramba mit 2460 m (⊙) im Südosten.
1966 wurde der Kern des Nyika als Malawi National Park eingerichtet und in den 1970er Jahren um die Randgebiete erweitert. Heute umfasst der Nyika-Nationalpark mit seinen 3214 km² neben dem zentralen Plateau auch dessen Steilhänge sowie die Hügelketten im Nordosten und Süden und stellt damit den größten Nationalpark Malawis dar.

## Klima
Aufgrund seiner Höhe weist das Nyika-Plateau im Vergleich zum Rest des Landes sehr kühle Temperaturen auf. Das durchschnittliche Tagesminimum schwankt bei Chelinda zwischen 11 Grad Celsius im Juni und 16 Grad Celsius im Dezember, allerdings treten zur Winterzeit nicht selten Nachtfröste mit Temperaturen deutlich unter Null auf. Die Tageshöchsttemperaturen sind relativ stabil und liegen über das Jahr zwischen 17 und 20 Grad Celsius. Vereinzelt steigen die Temperaturen im Sommer auch bis auf 26 Grad Celsius.
Mit seinen ganzjährigen und insgesamt sehr hohen Niederschlägen stellt das Nyika eines der wichtigsten Niederschlagsgebiete Malawis dar. Oft liegt das gesamte höhere Nyika-Plateau unter einer bis zum Boden reichenden Nebel- und Wolkendecke. Der Jahresniederschlag liegt zwischen 1000 und 2000 mm mit Schwerpunkten an der Ost- und Westflanke des Plateaus und einem leicht geringerem Niederschlag (Jahresmittel 1500 mm) im Zentrum. Lokal werden im Schatten der größeren Erhebungen und im Norden des Plateaus aber auch deutlich geringere Niederschläge von unter 1000 mm gemessen.

## Hydrologie
Die zahlreichen Niederschläge sammeln sich in den Dambos, aus denen sich vier nennenswerte Flüsse entwickeln, der Nördliche Rukuru, der Nördliche Rumphi, der Chelinda-Rumphi sowie der Runyina, die alle zum Osten in den Malawisee entwässern und dabei zum Teil spektakuläre Wasserfälle bilden. Diese Flüsse bilden die wesentliche Grundlage für die Wasserversorgung des nördlichen Malawi.

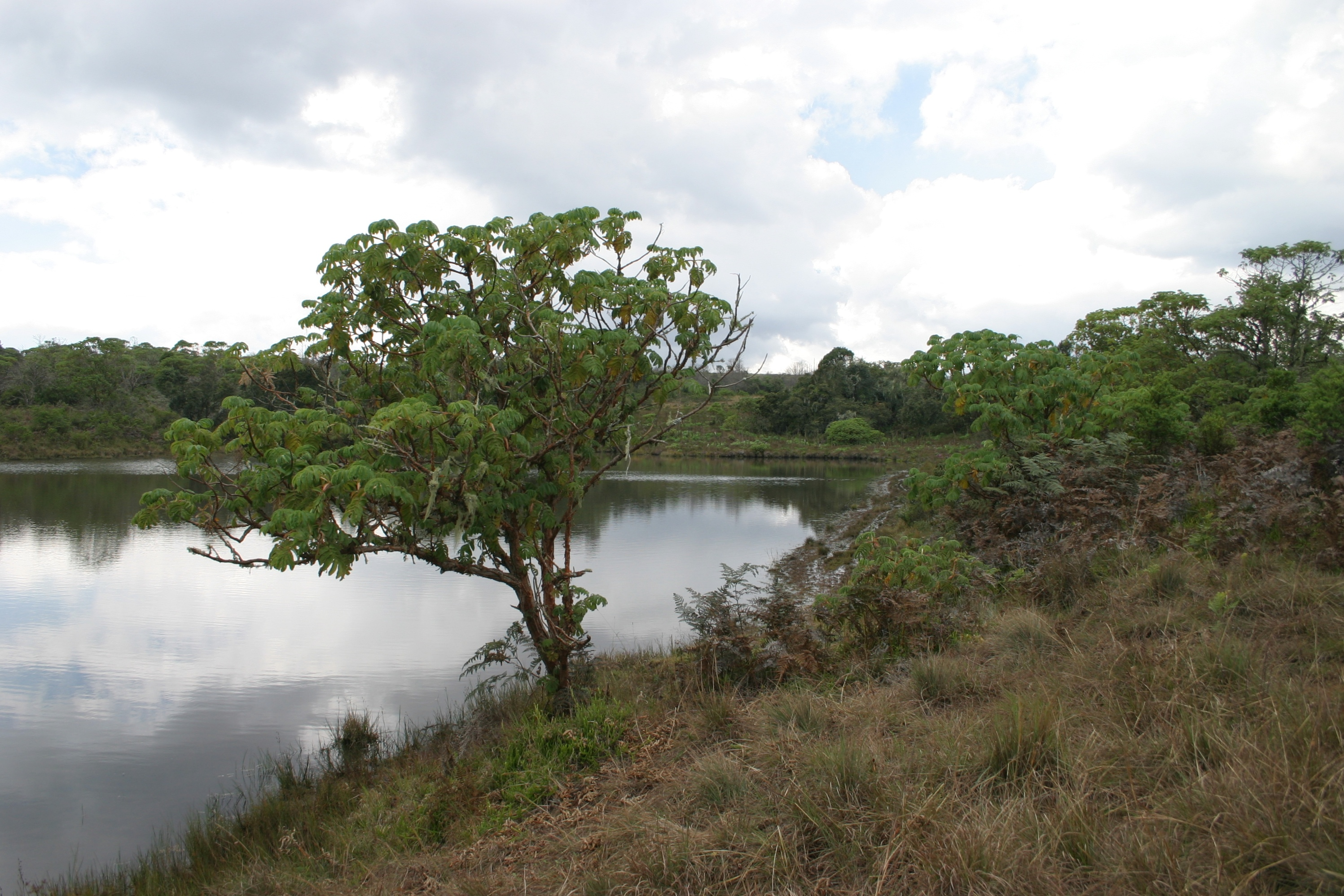
Kaulime-See

Das einzige natürliche stehende Gewässer des Plateaus ist der Kaulime-See in der Nähe von Chelinda, der wahrscheinlich durch einen Erdrutsch aufgestaut wurde. Daneben existieren heute zwei kleinere künstliche Stauseen, die für die Forstplantage bei Chelinda angelegt wurden. Aufgrund des hohen Niederschlags und der vorherrschenden Vegetation finden sich im Bereich des Plateaus überwiegend die für tropische Hochlagen typischen, sauren huminstoffreichen Latosole mit einem pH-Wert von 5,5. Durch den kontinuierlich hohen Wasserstand in den Dambos und die geringen Temperaturen erfolgt der Abbau der organischen Substanz nur langsam. Die Böden sind nährstoffarm, sauer und es findet Torfbildung statt.

## Flora und Fauna
Obwohl die weiten Grasflächen mit den vereinzelt eingestreuten Wäldchen bei erster Betrachtung einen anthropogenen Einfluss nahelegen, zeigen florengeschichtliche Untersuchungen, dass das heute vorherrschende Landschaftsbild bereits seit der letzten Eiszeit vor über 12.000 Jahren dominiert.

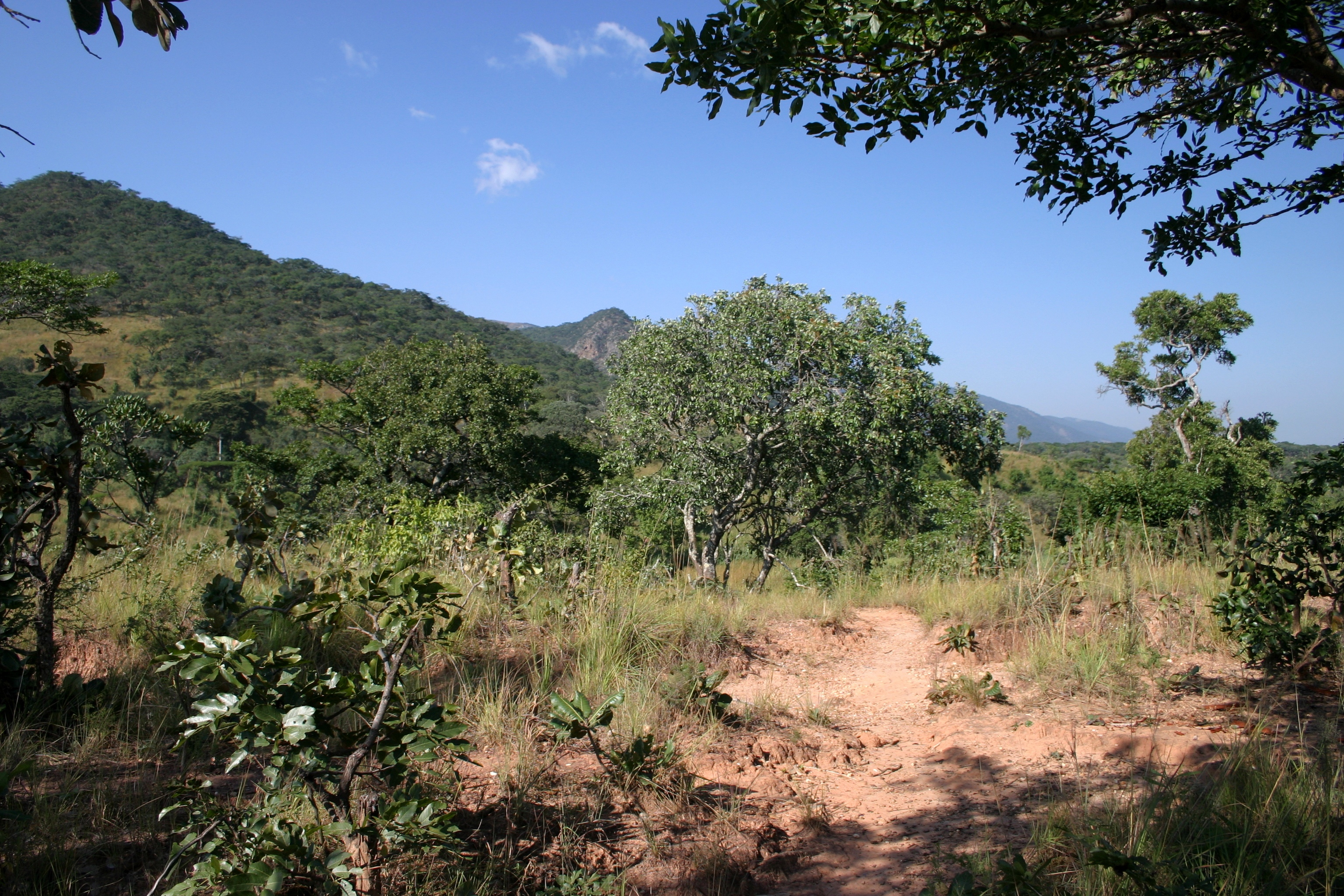
Miombo-Trockenwald, Nordrand Nyika-Nationalpark

Es können vier vorherrschende Pflanzengesellschaften unterschieden werden. Mit etwa 60 % der Gesamtfläche des Parks stellt der Miombo-Trockenwald die größte Pflanzengesellschaft dar, ist jedoch auf tiefe und mittlere Lagen beschränkt. Vorherrschende Gattung ist hier Brachystegia. Der lockere Baumbestand erreicht in tieferen Lagen eine Wuchshöhe von 10 bis 20 m, in mittleren bis höheren Lagen tritt Zwergwuchs auf und die Wuchshöhe erreicht nur noch 3 m.

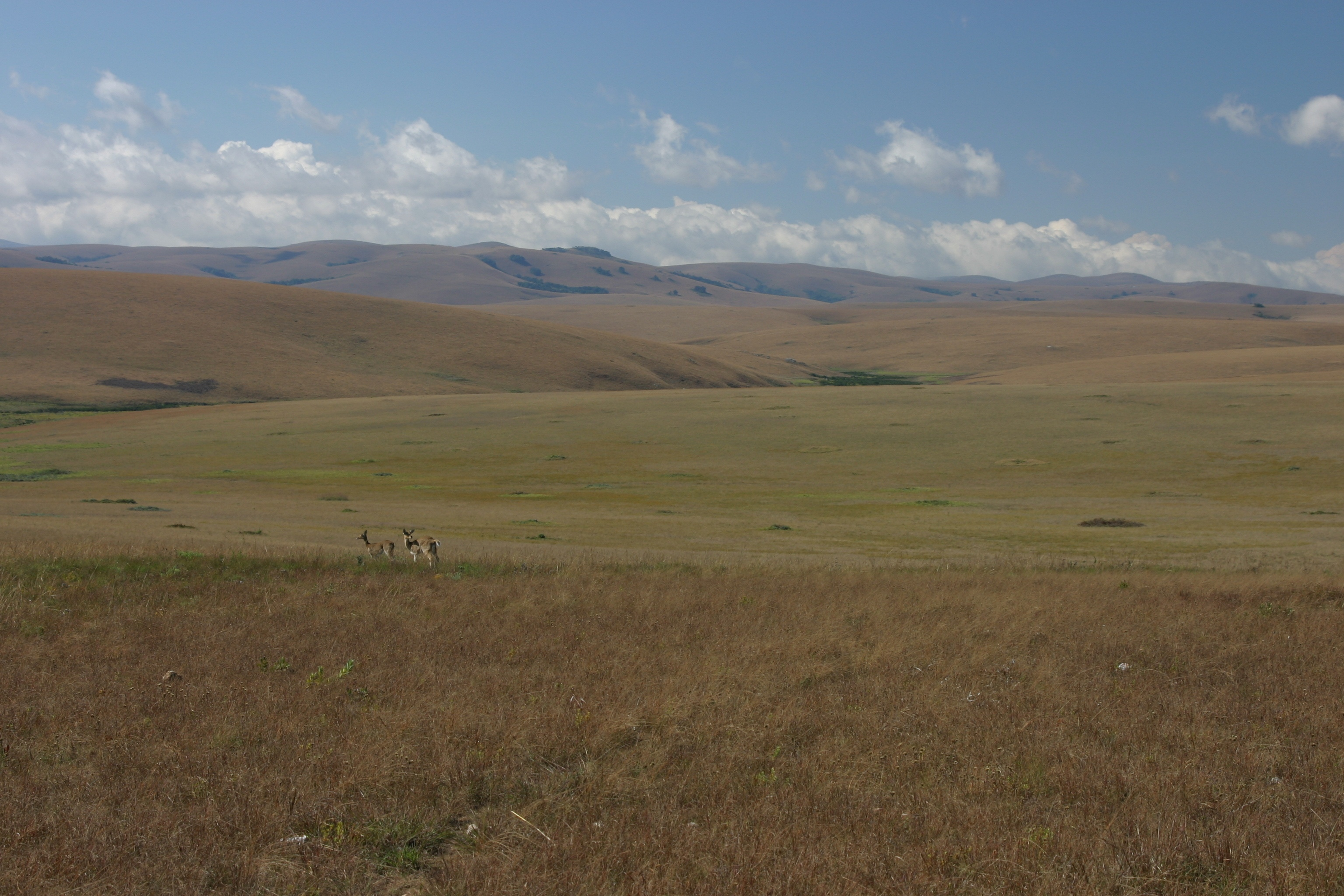
Afromontanes Grasland, nahe Chelinda, zentrales Nyika-Plateau

Das eigentlich für das Nyika so typische afromontane Grasland umfasst nur 30 % des Gesamtgebietes, herrscht jedoch im zentralen Plateaubereich vor. Es besteht im Wesentlichen aus bis zu 90 kleinwüchsigen Grasarten mit eingestreuten krautigen Arten sowie vereinzelten Büschen.

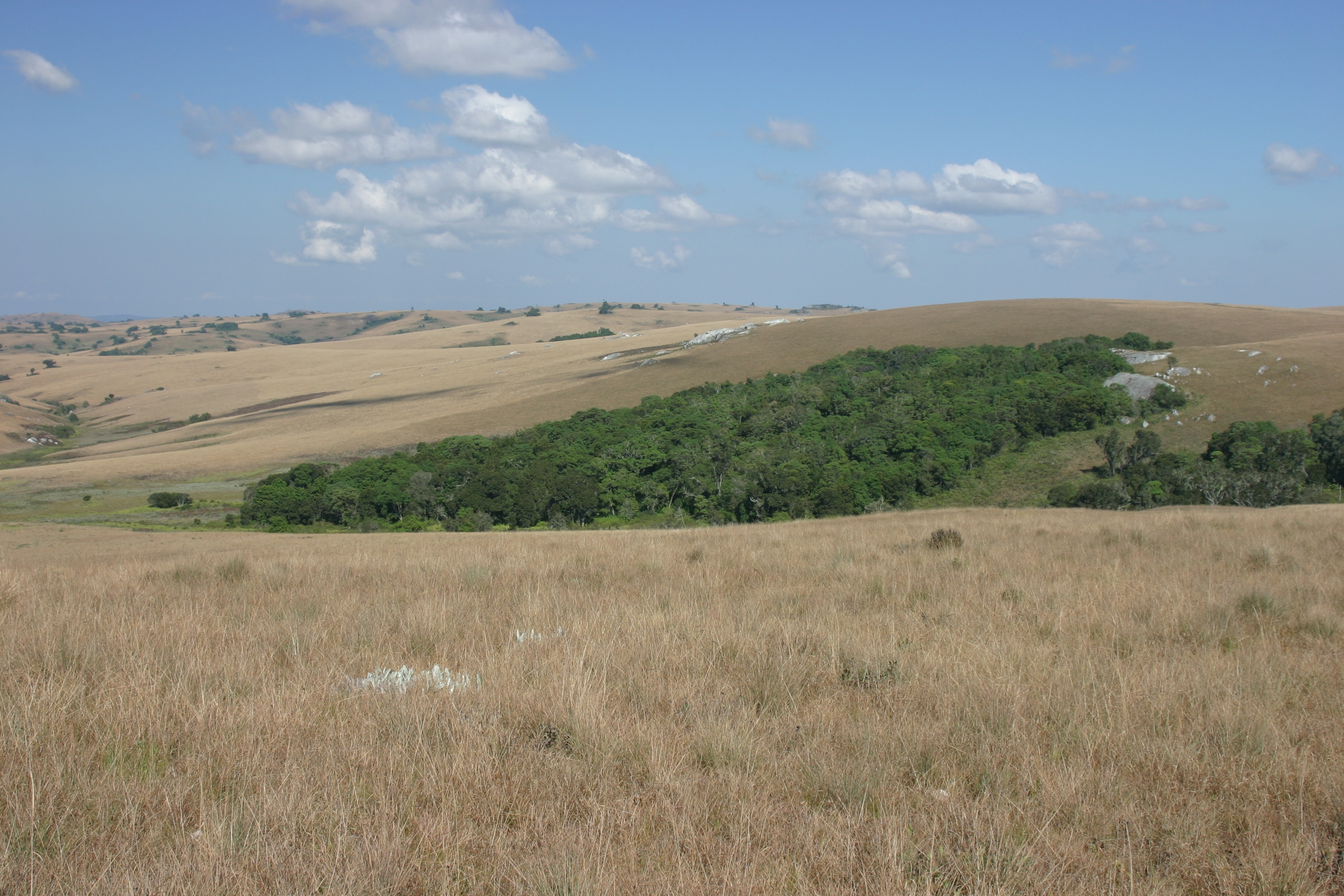
Immergrünes, afromontanes Wäldchen, Nyika-Plateau

Den kleinsten Anteil an der Gesamtfläche haben mit 3 % die immergrünen submontanen und montanen Wälder. Besonders hervorzuheben sind dabei die auf die Dambos, Rutschungsgebiete und feuergeschützten Areale verstreuten Wäldchen der montanen Bereiche des Hochplateaus, sowie ein im Südosten von Chelinda befindlicher größerer Bestand von Juniperus procera, dessen Verbreitung im Gegensatz zu den übrigen Wäldern aber durch Feuer gefördert wird.
Mit seinem Pflanzenreichtum und der abwechslungsreichen Landschaft stellt das Nyika-Plateau im Hinblick auf die Biodiversität der Flora eines der großen Diversitätszentren Afrikas dar. Bei der aktuellsten Aufnahme von SANBI im Jahr 2005 wurden fast 1900 Arten in 680 Gattungen und 160 Familien bestimmt. Dabei wurden die nord-, ost- und westlichen Ausläufer des Plateaus nicht berücksichtigt, so dass die tatsächliche Artenzahl deutlich darüber liegen dürfte. Mit nur 33 endemischen Arten, überwiegend ausdauernde Pflanzen und Geophyten, weist das Nyika-Plateau jedoch eine vergleichsweise geringe Endemismus-Rate auf.
An Tieren bietet der Nyika-Nationalpark verschiedene Antilopenarten (Rappenantilope, Pferdeantilope, Eland, Buschbock, Ducker und Kuhantilope), Zebras, Warzenschweine und eine Vielzahl von Vögeln. An Raubtieren kommen Hyänen, eine große Zahl von Leoparden sowie einige kleine Raubkatzenarten vor. Außerdem existiert in den Randbereichen eine kleine Population afrikanischer Wildhunde. Löwen oder Großwild wie Elefanten, Nashörner oder Büffel fehlen bzw. finden sich nur in den tiefgelegenen Randbereichen, z. B. dem Vwaza Marsh Game Reserve.

## Tourismus
Obwohl das Nyika-Plateau aufgrund seiner hohen Lage und den kühlen Temperaturen Malaria- und Tsetse-frei ist, ist es touristisch weitgehend unerschlossen. Dies liegt einerseits an der Abgelegenheit des Gebietes, das zu weit von den Zentren Lilongwe und Blantyre entfernt ist, um als Naherholungsgebiet zu dienen, andererseits aber auch an der fehlenden Infrastruktur. Außer einer privat geführten Luxus-Lodge von Nyika Safaris und einem einfachen Campingplatz bei Chelinda sowie einer Hütte auf sambischer Seite bietet der Park keine touristischen Einrichtungen. Es existieren keinerlei Versorgungsmöglichkeiten. Das einfache und spärliche Wegenetz ist in trockenem Zustand zwar auch für normale Fahrzeuge befahrbar, wegen der häufigen Regenfälle empfiehlt sich jedoch insbesondere während der Regenzeit ein Allradantrieb. Eine Anfahrt von Sambia ist nicht möglich. Air Malawi bietet einen mehr oder weniger regelmäßigen Flugservice nach Chelinda (12-Sitzer-Cessna). Durch Nyika Safaris werden im Park Reit- und Wandertouren angeboten, aber auch Mountainbikeausflüge sind möglich.